# Glacier Van de Water
Le glacier Van de Water est un glacier qui s'étend à l'est du Puncak Jaya, sur le versant Sud-Est du Carstensz oriental, en Indonésie. Il appartient au système du glacier Carstensz.

Carte animée montrant le recul de la calotte glaciaire du Puncak Jaya au cours de la période 1850-2003.

Depuis 1936, la superficie du glacier a diminué de 0,14 km2,. Ce recul se poursuit puisqu'en 2000, le glacier ne mesurait plus que 0,01 km2 et 0,009 km2 en 2002.